# Pitokuku Island
Pitokuku Island ist eine Insel östlich von Great Barrier Island, im Norden der Südinsel von Neuseeland.

## Geographie
Die Insel befindet sich östlich des südlichen Teils von Great Barrier Island, rund 145 m vor dem südlichen Ende des Kaitoke Beach. Die teilweise mit Bäumen und Buschwerk bewachsene Insel besteht aus zwei Teilen, die durch einen ca. 15 m breiten und rund 10 m langen Spalt getrennt sind. Pitokuku Island erstreckt sich über eine Länge von rund 320 m in Nord-Süd-Richtung und weist an der breitesten Stelle eine Breite von rund 255 m auf. Die Gesamtfläche der Insel beträgt rund 5,3 Hektar, bei einer maximalen Höhe von etwas über 60 m.